# North Close
North Close – wieś w Anglii, w hrabstwie Durham. Leży 11 km na południe od miasta Durham i 366 km na północ od Londynu.